# Einspur

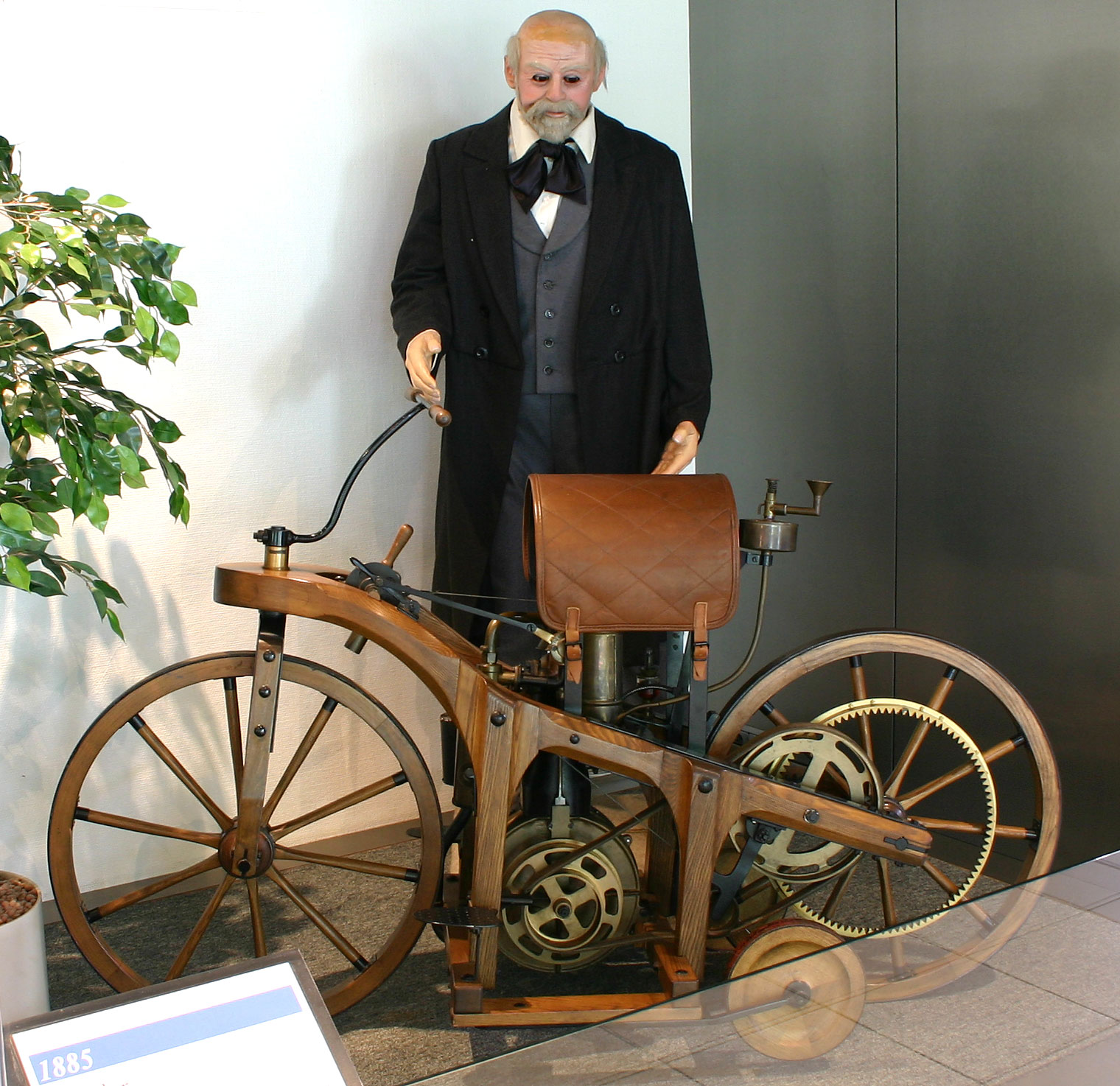
Replica van Gottlieb Daimlers Einspur

De Einspur (eenspoor) wordt als de eerste motorfiets met benzinemotor ter wereld beschouwd.
Deze door Gottlieb Daimler en Wilhelm Maybach in 1885 gebouwde machine wordt als de voorloper van de motorfiets beschouwd. 
Hij was voorzien van een zogenaamde Ottomotor, die volgens het viertaktprincipe werkte. Daimler en Maybach hadden eerst gewerkt bij het bedrijf van Nikolaus August Otto en Eugen Langen, Deutz. 
De Einspur werd ook Reitwagen en Petroleum-Reitwagen genoemd, omdat de zithouding op die van een ruiter leek. In zekere zin had de Einspur al moderne trekjes zoals wielen van gelijke grootte, een draai-gashandvat en flexibele ophanging van het blok. 
De originele machine ging bij een brand in 1903 verloren, maar in diverse musea zijn replica's te zien. De naam Einspur zou in de motorwereld nog enkele malen terugkomen, bijvoorbeeld bij de Mauser Einspurauto (in Frankrijk: de Monotrace) en de Bastert Einspurauto.